# Susan Leigh Still-Kilrain
Susan Leigh Still-Kilrain (* 24. Oktober 1961 in Augusta, Georgia, Vereinigte Staaten, als Susan Leigh Still) ist eine ehemalige US-amerikanische Astronautin.

## Ausbildung
Still-Kilrain besuchte bis 1979 die Walnut Hill High School in Natick in Massachusetts. Im Jahr 1982 schloss sie ihr Studium der Luftfahrttechnik an der Embry-Riddle Aeronautical University in Florida mit einem Bachelor ab. Anschließend besuchte sie das Georgia Institute of Technology, von dem sie 1985 einen Master in Luft- und Raumfahrttechnik erhielt. Während des Studiums arbeitete sie an Windkanälen bei der Lockheed in Marietta, Georgia.

## Militärische Laufbahn
Susan Still trat 1985 der United States Navy bei und wurde 1987 Marinepilotin. Sie war Ausbilderin auf der TA-4J Skyhawk und flog später Grumman EA-6A Electric Intruder für das Tactical Electronic Warfare Squadron 33 in Key West in Florida. Später wurde sie Testpilotin und auf der Grumman F-14 ausgebildet.

## Raumfahrertätigkeit
Still-Kilrain wurde im Dezember 1994 in die 15. NASA-Gruppe ausgewählt und ab März 1995 als Shuttle-Pilotin ausgebildet. Bereits im Mai 1996 erhielt sie die Nominierung als Pilot für die Mission STS-83.
Still-Kilrain startete am 4. April 1997 mit der Raumfähre Columbia zu ihrem ersten Raumflug. Zwischen Auswahl in die Astronautengruppe und Erstflug lagen nur zwei Jahre und vier Monate. Sie war nach Eileen Collins erst die zweite Frau als Shuttle-Pilot.
Susan Still-Kilrain nahm bei dieser Mission die Fliegernadel von Kara Hultgreen mit in den Weltraum, die ebenfalls Astronautin werden wollte und im Oktober 1994 beim Anflug auf den Flugzeugträger Abraham Lincoln mit ihrer F-14 Tomcat tödlich verunglückt war.
Während des Fluges, der ursprünglich für 15 Tage ausgelegt war, traten Probleme in einer der Brennstoffzellen der Raumfähre auf, so dass die Mission abgebrochen wurde und die Columbia schon nach knapp vier Tagen landete.
Die NASA entschied, den Flug mit der gleichen Mannschaft und mit dem gleichen Missionsprofil noch einmal zu starten. So kam Still-Kilrain schon am 1. Juli 1997 mit STS-94 zu ihrem zweiten Flug. Still-Kilrain und ihre Mannschaftskameraden halten somit den Rekord für die kürzeste Zeitdauer zwischen zwei Raumflügen.
Still-Kilrain arbeitete später in der Rechtsabteilung des NASA-Hauptquartiers in Washington, D.C. Sie verließ die NASA im Dezember 2002 und die US-Marine im Juni 2005.

## Privates
Susan Still-Kilrain ist mit Colin James Kilrain verheiratet und hat einen Sohn.